# Acacia pedleyi
Acacia pedleyi é uma espécie de leguminosa do gênero Acacia, pertencente à família Fabaceae.